# Nozay (Loira Atlàntic)

Ubicació de Nozay dins del departament de Loira Atlàntic

Nozay  (en bretó Nozieg, en gal·ló Nozaè) és un municipi francès, situat a la regió de país del Loira, al departament de Loira Atlàntic, que històricament va formar part de la Bretanya. L'any 2006 tenia 3.581 habitants. Limita amb Jans, Marsac-sur-Don, Vay, Puceul, Abbaretz i Treffieux.

## Demografia
| 1962                                       | 1968  | 1975  | 1982  | 1990  | 1999  |
| ------------------------------------------ | ----- | ----- | ----- | ----- | ----- |
| 3.135                                      | 3.242 | 3.237 | 3.158 | 3.050 | 3.155 |
| Des de 1962: població sense dobles comptes |       |       |       |       |       |

## Administració
| Període | Identitat     | Partit |
| ------- | ------------- | ------ |
| 2004-   | Thérèse Avril |        |